# Gelasma versicauda
Gelasma versicauda là một loài bướm đêm trong họ Geometridae.